# Muldenhütten
Muldenhütten es un complejo industrial situado en el estado de Sajonia, en Alemania. Se encuentra situado dentro de las fronteras actuales de la ciudad de Freiberg.

## Historia
En su interior hay una estación de tren llamada Bahnstrecke Dresden–Werdau. La característica principal de este sitio son sus 700 años en la industria de la metalurgia. Fue en este complejo que funcionó una casa acuñadora de monedas (la ceca "E") desde 1887 hasta el año 1953.

## Casa de Moneda
La Casa de Moneda Muldenhutten acuñó monedas desde 1887 hasta 1953 la marca de la ceca era la letra "E". El edificio donde eran producidas las numismas sigue en pie hoy en día, pero ha sido abandonado por años y está en muy malas condiciones. Tiene algún tipo de protección legal para evitar que sea derrumbado, ya que es un edificio histórico, pero sin financiación de sus otras fuentes, está en constante deterioro. Está localizado en una zona industrial, que durante muchos años ha sido un centro de procesamiento de plomo, y se encuentra a la sombra de una planta en la que hoy se reciclan baterías de automóviles, haciendo que los habitantes cercanos estén más expuestos a riesgos de salud. El edificio que funcionó como acuñadora de monedas está situado junto a un río, que probablemente proporcionaba la energía a una turbina que hiciera funcionar correctamente a la maquinaria.